# Marcelle Campana
Pour les articles homonymes, voir Campana.
Marcelle Campana, née le 10 avril 1913 dans le 7e arrondissement de Paris et morte le 5 juin 2010 à Erbalunga (Haute-Corse), est une diplomate française. Elle est la première femme française à exercer les fonctions de consule générale puis d'ambassadeur.

## Biographie
D'origine corse, Marcelle Andrée Campana est la fille d'un diplomate français qui a notamment été consul général à Londres, et à Sydney, César-Rizio Campana. Bachelière puis diplômée de Sciences Po, elle travaille dans l'administration centrale. En 1935, elle commence à travailler pour les services annexes du ministère des Affaires étrangères, où elle devient secrétaire de Jean Chauvel.
Pendant la Seconde Guerre mondiale, alors qu'elle est archiviste, elle réalise des faits de résistance notables en prenant part aux Forces françaises combattantes.
En septembre 1944, c'est sur ses indications que Georges Bidault fait appel à Suzanne Borel pour la nommer directrice adjointe aux Affaires étrangères en septembre 1944. Après la Libération, ses états de service lui permettent d'envisager elle aussi une carrière diplomatique.
Vers la fin de sa carrière, elle est nommée consule générale de France à Toronto en 1967 puis ambassadrice au Panama en 1972, poste qu'elle occupe jusqu'en 1975. Elle est alors la première femme en France à assurer de telles fonctions,. Elle est ensuite nommée consule générale à Monaco pour raisons de santé.
L'historien Yves Denéchère précise qu'« on ne sait rien sur son parcours et ses engagements personnels, sur les conditions de sa nomination, sur les réactions du monde politique et diplomatique et sur celles de l’opinion publique ».
Elle meurt le 5 juin 2010 dans le village corse d'Erbalunga, dont elle était originaire,. Les sources divergent sur son décès : en 2007, le diplomate allemand Erwin Wickert (de) assurait qu'il avait déjà été informé de la mort de Marcelle Campana plusieurs années auparavant.

## Décorations
- Officière de la Légion d'honneur[Quand ?][3].
- Officière de l'ordre national du Mérite[3].
- Commandeure de l'ordre de Saint-Charles en 1977[17].